# Ballymena
Ballymena est une ville du Royaume-Uni située en Irlande du Nord dans le comté d'Antrim, en Ulster. Elle se trouve à une dizaine de kilomètres du Lough Neagh, au centre du comté.

## Histoire
Dans les années 1950, la caserne Saint-Patrick de Ballymena était le dépôt d'entraînement régimentaire des Royal Ulster Rifles (83e et 86e). De nombreux jeunes hommes, conscrits au Royaume-Uni, ainsi que d'autres volontaires pour servir dans l'armée britannique, y effectuaient leur formation de base avant d'être affectés aux bataillons régimentaires réguliers. En 1968, suite à une série de mesures d'austérité gouvernementales, les trois régiments irlandais restants, les Royal Inniskilling Fusiliers (27e), les Royal Ulster Rifles (83e et 86e) et les Royal Irish Fusiliers (89e), fusionnèrent pour former les Royal Irish Rangers. Comme d'autres villes d'Irlande du Nord, Ballymena a été touchée par les « Troubles », une longue période de tensions religieuses et partisanes et d'affrontements armés des années 1960 à 1998. Au total, onze personnes ont été tuées dans la ville ou à proximité par l'Armée républicaine irlandaise (IRA) et divers groupes loyalistes.
Au cours de la seconde moitié du XXe siècle, Ballymena, comme de nombreux autres centres industriels autrefois prospères d'Irlande du Nord, a connu des changements économiques et des restructurations industrielles ; nombre de ses anciennes usines ont fermé.
En juin 2025, des heurts entre policiers et manifestants se déroulent à Ballymena. Le déclencheur de ces événéments est l'inculpation de deux adolescents pour une tentative de viol contre une jeune fille. La ville, où vit une importante population immigrée, connaît plusieurs nuits consécutives de violence, des centaines de personnes descendant dans les rues chaque nuit pour affronter la police et attaquer des immigrés. La communauté roumaine est particulièrement prise pour cible,.

## Économie
La ville abrite une usine de fabrication de pneumatiques du groupe français Michelin jusqu'en 2018.

## Religion
L'église Saint-Patrick, inaugurée en 1855, est une église de l'Église d'Irlande, située sur Castle Street. C'est la principale église paroissiale de la paroisse anglicane de Kirkinriola et Ballyclug, et la principale église civique de la ville. L'église actuelle a remplacé une église plus ancienne datant du début du XVIIIe siècle (dont la tour et le cimetière sont encore visibles). La nouvelle église a été détruite par un incendie en décembre 1879 et restaurée par le constructeur d'origine, en conservant le même plan. Elle a rouvert ses portes en 1881.
La première église catholique moderne de Ballymena a été consacrée en 1860, à cette époque la population de Ballymena était d'environ 9 500 habitants. Les lois pénales qui ont suivi la Réforme ont dépossédé les catholiques de leurs églises et la messe a été interdite. Néanmoins, les gens ont continué à pratiquer. Les sites de divers rochers de messe (en) sont encore disséminés dans la région, le plus connu est celui de Boydstown Rock sur Caherty Road. Aujourd'hui, la majorité de la population catholique de la ville se trouve dans les quartiers de Broughshane et de Cushendall Road. En 2006, des tensions sont apparues dans le quartier de Dunclug, qui compte désormais une majorité de catholiques.
Dans les environs, Gracehill est un village unique en Irlande en tant qu'établissement morave fondé en 1759. Au début du XVIIIe siècle, les Moraves arrivèrent en Angleterre et participèrent activement au renouveau évangélique, exerçant une grande influence sur John Wesley. le village a reçu le statut de site du patrimoine mondial de l'UNESCO en 2024.

## Littérature
- Sam Millar fait évoluer son héros fétiche, Karl Kane, dans Ballymena au cours du roman Un sale hiver (The Dead of Winter, 2012).

## Personnalités liées à la ville
- L'acteur irlandais Liam Neeson y est né et y passe son enfance.
- L'acteur James Nesbitt y est né.

## Galerie

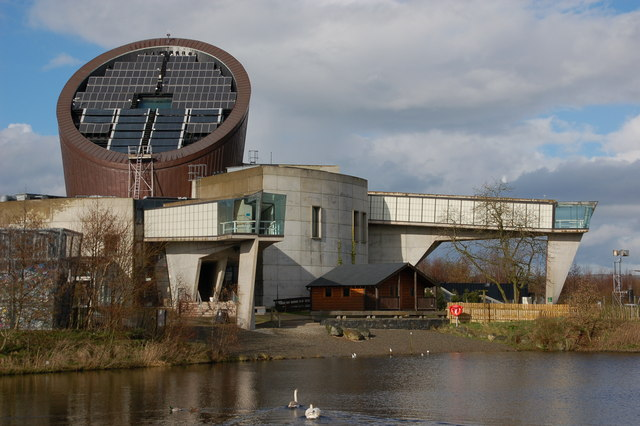
Le Centre Ecos géré par le conseil municipal afin de promouvoir un avenir durable.
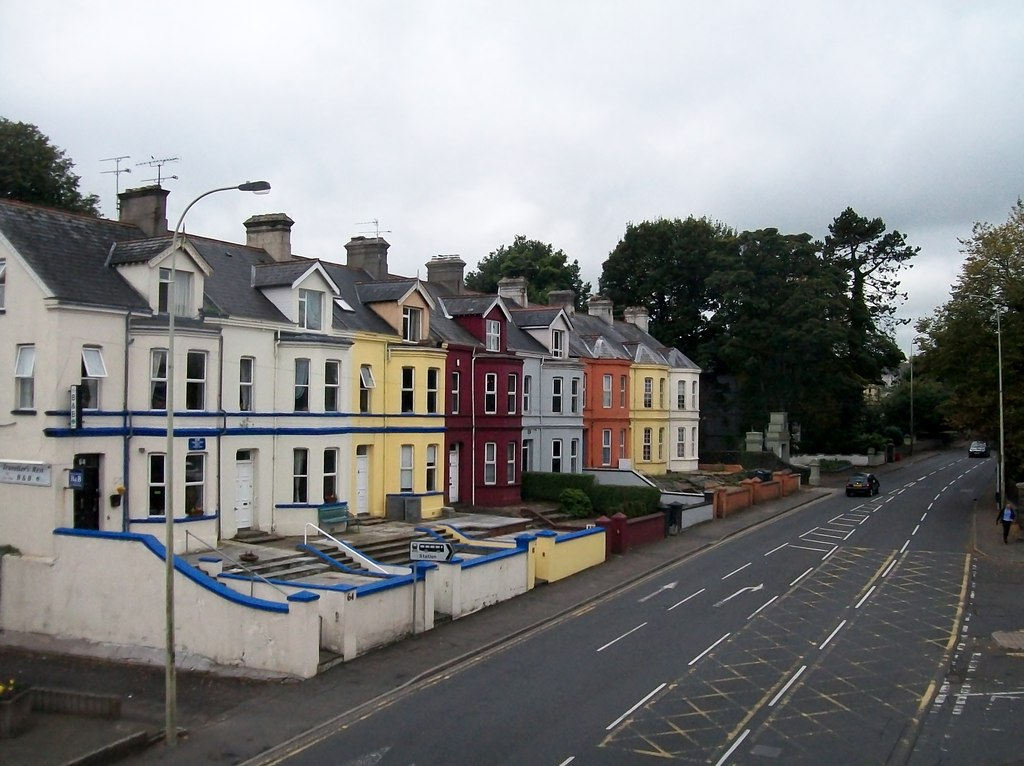
Terrasses victoriennes sur Galgorm Road.
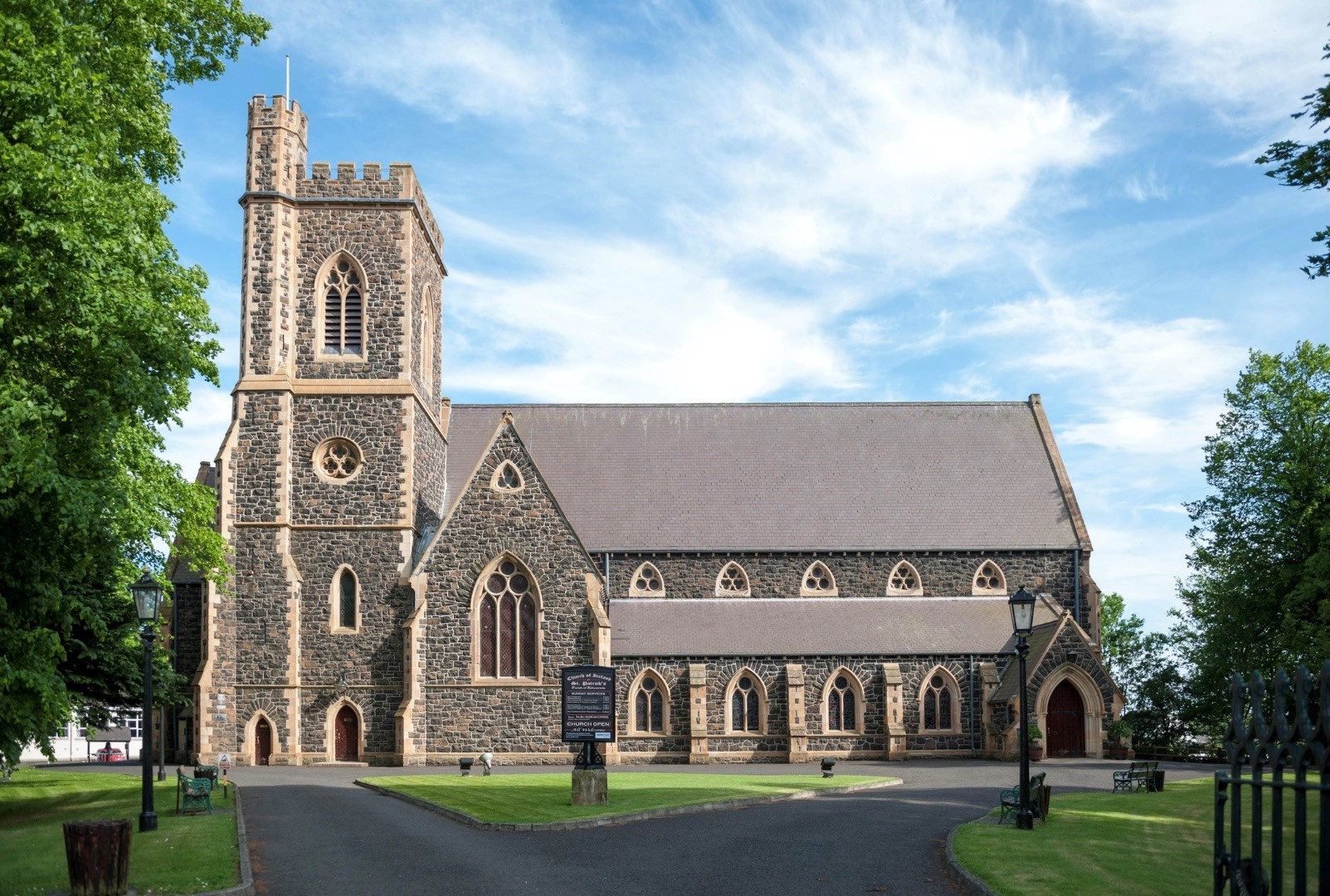
L'église Saint-Patrick de l'Église d'Irlande.
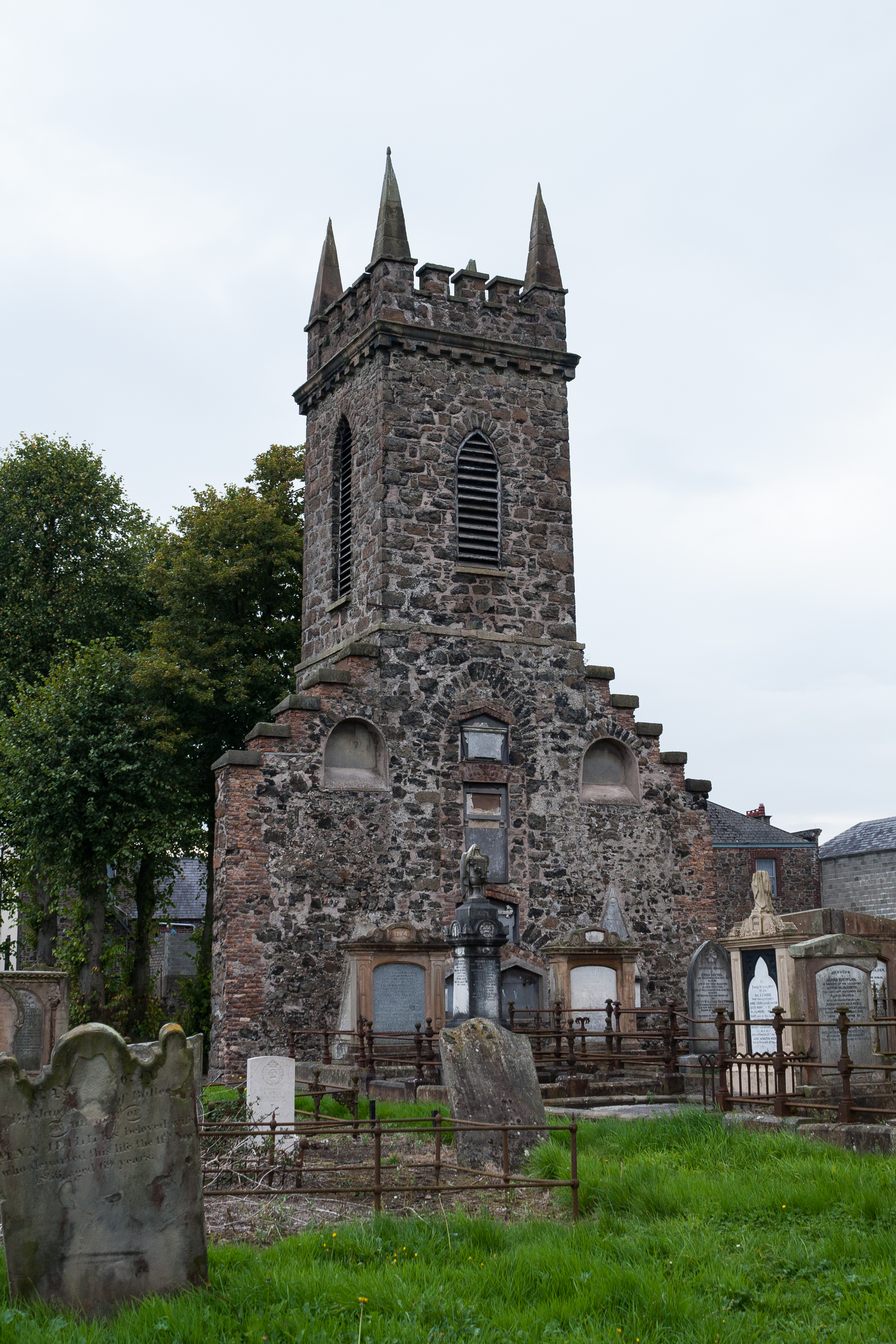
Clocher de l'ancienne église de 1707 sur Church Street, entourée d'un cimetière.
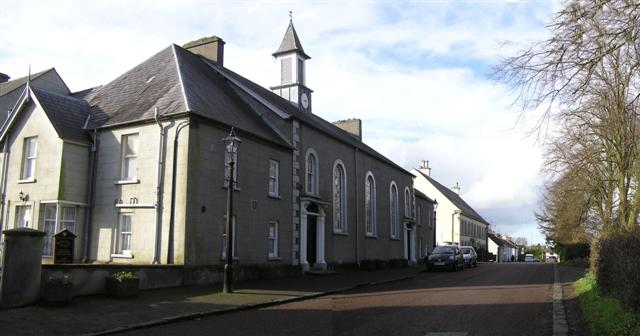
L'église morave de Gracehill.